# Barratt Developments
Pour les articles homonymes, voir Barratt.
Barratt Developments plc est une des plus grandes compagnies actives dans le domaine des habitations résidentielles au Royaume-Uni. Elle fut fondée en 1958 et a toujours été basée à Newcastle upon Tyne. Elle fait partie de la liste des entreprises de la Bourse de Londres depuis 1968 et appartient au FTSE 250.

## Activité
- Construction et vente de maisons (512 911 maisons en 2018/19) sous les marques Barratt Homes, David Wilson Homes, Barratt London, Wilson Bowden
- Gestion d'actifs immobiliers.

## Principaux actionnaires
Au 5 avril 2020
| Woodford Investment Management        | 4,80% |
| The Vanguard Group                    | 2,98% |
| Fidelity Management & Research        | 2,95% |
| BlackRock Fund Advisors               | 2,42% |
| Norges Bank Investment Management     | 2,36% |
| BlackRock Advisors UK                 | 2,15% |
| Legal & General Investment Management | 2,11% |
| Standard Life Investments             | 1,70% |
| Capital Research & Management WI      | 1,62% |
| Robeco Institutional Asset Management | 1,59% |